# Jaah
Jaah, ook Iaah of Iah was een koningin-priesteres van de 11e dynastie van Egypte. Zij regeerde tijdens het Middenrijk aan de zijde van koning (farao) Antef III ca. 2054 - 2046 v.Chr. Haar dochter was Neferoe II en Mentoehotep II haar zoon.
De vorige Egyptische koningin was mogelijk Neferoechayet. Opvolgster van Jaah als koningin was waarschijnlijk naast Henhenet, haar dochter Neferoe.

## Archeologische aanwijzingen
Er is weinig over deze koningin bekend. Op een inscriptie in de wadi Schatt el-Rigal wordt zij als koninklijke moeder aangegeven. Zij staat er achter koning Mentoehotep II afgebeeld, waaruit men afleidt, dat hij haar zoon was. Zij draagt een gierenkap.
Het graf van dochter Neferoe (TT319) bevindt zich naast de dodentempel van haar gemaal in Deir el-Bahri. In dit graf wordt Neferoe als Oudste lijfelijke koningsdochter en Koninklijke vrouwe, geboren uit Jaah, aangeduid.
Koningin Jaah werd waarschijnlijk begraven in een schachtgraf binnen het grafgebouw van Antef III, de Saff el-Baqar in at-Tarif, een necropool op de Thebaanse westelijke oever.

## Titels
Van Jaah zijn als koninginnentitels bekend:
- ‘‘Priesteres van Hathor’‘ (hmt-ntr-hwt-hrw)
- ‘‘Koninklijke dochter’‘ (s3t-niswt)
- ‘‘Koninklijke vrouwe‘‘ (hmt-nisw)
- ‘‘Koninklijke moeder’‘ (mwt-niswt)